# همیلتون الکساندر روسکین گیب
همیلتون الکساندر روسکین گیب (به انگلیسی: Hamilton Alexander Rosskeen Gibb) یا (اختصاری H. A. R. Gibb) (متولد ۲ ژانویه ۱۸۹۵ در اسکندریه مصر - درگذشت به تاریخ ۲۲ اکتبر ۱۹۷۱) تاریخ‌دان و شرق‌شناس اسکاتلندی است ترجمه سفرنامه ابن بطوطه و ترجمه تاریخ دمشق از آثار مهم او هستند. او موقوفه ای بنام مجموعه یادبود گیب دارد که مرکز پشتیبانی از بسیاری از محققین و شرق شناسان است.

## خدمت نظامی
در طی دوران جنگ جهانی اول، گیب، تحصیلات دانشگاهی‌اش در دانشگاه ادینبرا را رها کرد تا به خدمت هنگ توپخانه سلطنتی بریتانیا در فرانسه (از فوریه ۱۹۱۷) در آید و چند ماه را در ایتالیا به عنوان افسر ارتش، در سن ۱۹ سالگی گذراند. به سبب اینکه تا متارکه جنگی با آلمان (نوامبر ۱۹۱۸) در خدمت ارتش بود، مفتخر به دریافت امتیاز جنگی فوق‌لیسانس (Master of Arts) گشت.

## خانواده
او در ۱۹۲۲ با هلن جسیکا استارک ازدواج کرد که ماحصل آن، پسرشان آیان (۱۹۲۳–۲۰۰۵) و دخترشان دوروتی (متولد ۱۹۲۶) بود.

## آثار
- فتوحات عرب در آسیای مرکزی (1923)، انجمن سلطنتی آسیایی.
- مقدمه ای بر ادبیات عرب (1926)،  (1963)، انتشارات کلارندون و (1974) انتشارات دانشگاه آکسفورد.
- ابن بطوطه، 1304-1377 سفر در آسیا و آفریقا 1325-1354، ترجمه. و منتخب گیب، همیلتون الکساندر روسکین (لندن: روتلج، 1929)، (عربی: تحفات الانذر فی غرائب الامصار).
- سفر در آسیا و آفریقا، 1325-1354 (1929)، ترجمه و انتخاب با مقدمه و یادداشت ها، R. M. McBride. شابک 81-206-0809-7
- یادداشتهای گیب H. A. R. Gibb (1939)، از Arnold J. Toynbee, A Study of History, Part I. C I (b) Annex I, p. 400-02.
- روندهای مدرن در اسلام (1947).
- Muhammedanism: An Historical Survey (1949) تحت عنوان اسلام: بررسی تاریخی (1980)، آکسفورد.
- جامعه اسلامی و غرب با هارولد بوون (جلد 1 1950، ج 2 1957).
- دایره المعارف کوتاه اسلام (1953)، ویرایش شده با J. H. Kramers، Brill.
- دایره المعارف اسلام (1954- )، ویرایش جدید. توسط تعدادی از شرق شناسان برجسته، از جمله گیب، تحت حمایت اتحادیه بین المللی آکادمی ها ویرایش شده است. Leiden: Brill، همراه با ویرایش شده توسط J. H. Kramers و E. Levi-Provençal.
- «ادبیات اسلامی»، (1962) در مورخان خاورمیانه، ویرایش. برنارد لوئیس و پی ام هولت، انتشارات Oxford U.
- مطالعاتی بر تمدن اسلام (1962)، چاپ پرینستون
- تواریخ دمشق از جنگ های صلیبی. استخراج و ترجمه از تواریخ ابن القلانیسی، لوزاک و شرکت، لندن، 1932م.